# Tricorynus castaneus
Tricorynus castaneus is een keversoort uit de familie klopkevers (Anobiidae). De wetenschappelijke naam van de soort is voor het eerst geldig gepubliceerd in 1893 door Hamilton.